# معاره النعسان
معاره النعسان (به عربی: معارة النعسان) یک روستا در سوریه است که در ناحیه تفتناز واقع شده‌است. معاره النعسان ۸٬۳۷۵ نفر جمعیت دارد.